# Blaise Pascal
Blaise Pascal (tiếng Pháp: [blɛz paskal]; 19 tháng 6 năm 1623 – 19 tháng 8 năm 1662) là nhà toán học, vật lý, nhà phát minh, tác gia, và triết gia Công giáo người Pháp. Là cậu bé thần đồng, Pascal tiếp nhận nền giáo dục từ cha, một quan chức thuế vụ tại Rouen, trong khi mẹ ông mất sớm. Nghiên cứu đầu tay của Pascal là trong lĩnh vực tự nhiên và khoa học ứng dụng, là những đóng góp quan trọng cho nghiên cứu về chất lưu, và làm sáng tỏ những khái niệm về áp suất và chân không bằng cách khái quát hóa công trình của Evangelista Torricelli. Pascal cũng viết để bảo vệ phương pháp khoa học.
Năm 1642, khi còn là một thiếu niên, Pascal bắt tay vào một số nghiên cứu tiên phong về máy tính. Sau ba năm nỗ lực với năm mươi bản mẫu, cậu đã phát minh máy tính cơ học, chế tạo 20 máy tính loại này (gọi là máy tính Pascal, về sau gọi là Pascaline) trong vòng mười năm. Pascal là một nhà toán học tài danh, giúp kiến tạo hai lĩnh vực nghiên cứu quan trọng: viết một chuyên luận xuất sắc về hình học xạ ảnh khi mới 16 tuổi, rồi trao đổi với Pierre de Fermat về lý thuyết xác suất, có ảnh hưởng sâu đậm trên tiến trình phát triển kinh tế học và khoa học xã hội đương đại. Tiếp bước Galileo và Torricelli, năm 1646, ông phản bác những người theo Aristotle chủ trương thiên nhiên không chấp nhận khoảng không. Kết quả nghiên cứu của Pascal đã gây ra nhiều tranh luận trước khi được chấp nhận.
Năm 1646, Pascal và em gái Jacqueline gia nhập một phong trào tôn giáo phát triển bên trong Công giáo mà những người gièm pha gọi là thuyết Jansen. Cha ông mất năm 1651. Tiếp sau một trải nghiệm tâm linh xảy ra cuối năm 1654, ông trải qua "sự qui đạo thứ nhì", từ bỏ nghiên cứu khoa học, và hiến mình cho triết học và thần học. Hai tác phẩm nổi tiếng nhất của Pascal đánh dấu giai đoạn này: Lettres provinciales (Những lá thư tỉnh lẻ) và Pensées (Suy tưởng), tác phẩm đầu được ấn hành trong bối cảnh tranh chấp giữa nhóm Jansen với Dòng Tên. Cũng trong năm này, ông viết một luận văn quan trọng về tam giác số học.
Pascal có thể chất yếu đuối, nhất là từ sau 18 tuổi đến khi qua đời, chỉ hai tháng trước khi tròn 39 tuổi.

## Thiếu thời và học vấn

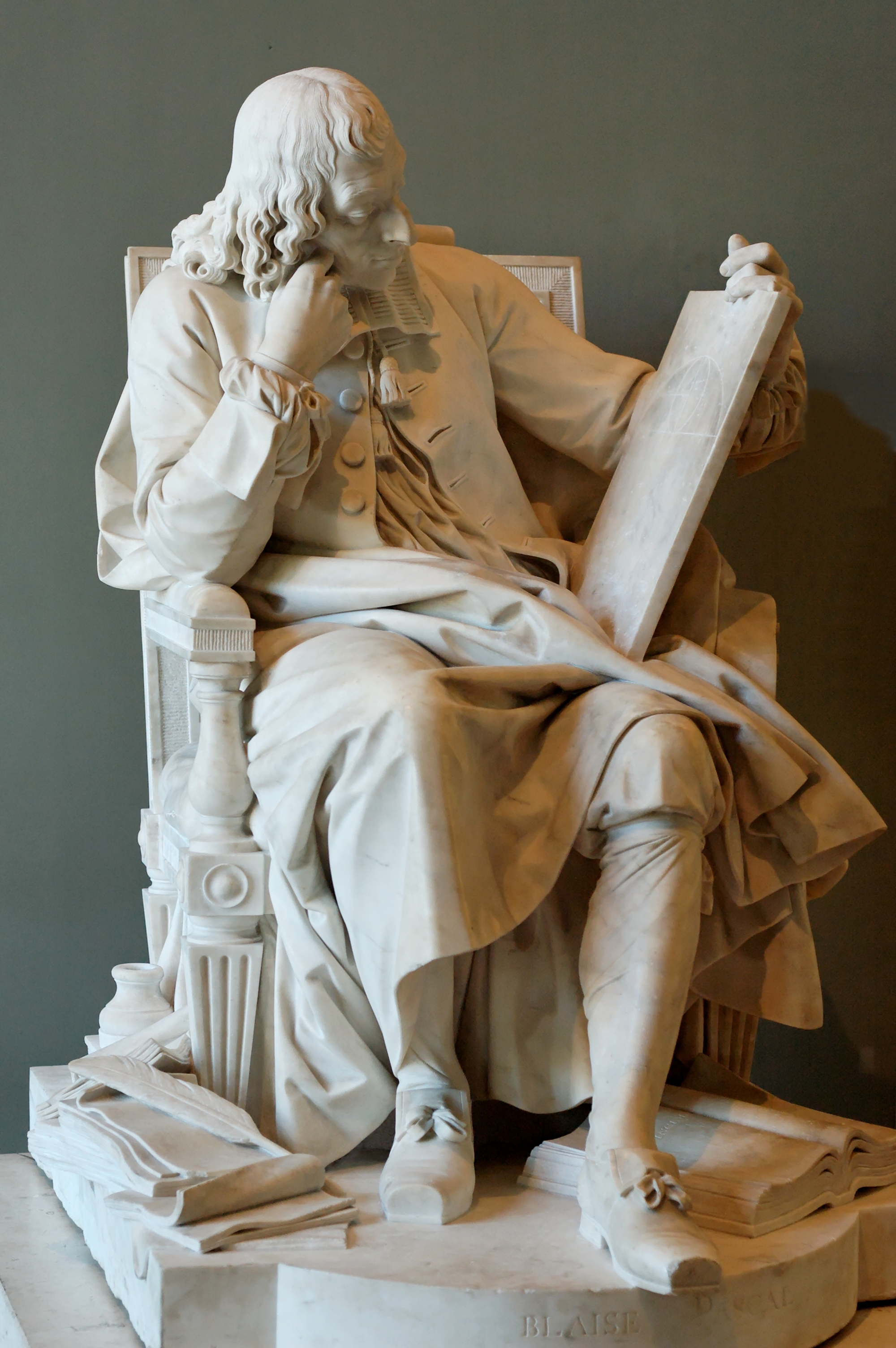
Tượng Pascal đang nghiên cứu cycloid, 1785, Louvre

Pascal chào đời ở Clermont-Ferrand, Pháp; cậu mất mẹ, Antoinette Begon, khi mới 3 tuổi. Cha, Étienne Pascal (1588 – 1651), là người thích toán và khoa học, ông cũng là thẩm phán địa phương và là thành viên của "Noblesse de Robe" (người mua một chức quan). Pascal có chị là Gilberte và em gái Jacqueline.
Năm 1631, 5 năm sau khi vợ qua đời, Étienne Pascal cùng các con dọn đến Paris. Étienne, không chịu tái hôn, muốn tự mình giáo dưỡng con cái bởi vì cả 3 đều đặc biệt xuất sắc về trí tuệ, nhất là cậu con trai. Từ bé, Pascal đã thể hiện năng khiếu đáng kinh ngạc về toán và khoa học.
Pascal đặc biệt yêu thích một nghiên cứu của Desargues về đường cô-nic. Bước theo tư duy của Desargues, cậu thiếu niên Pascal 16 tuổi viết một tiểu luận về cái gọi là "Mystic Hexagram", Essai pour les coniques, rồi gởi cho Marin Mersenne ở Paris; nổi tiếng cho đến ngày nay như là Định lý Pascal.
Những nghiên cứu của Pascal quá xuất sắc đến nỗi Descartes tin rằng cha cậu mới là người viết ra chúng. Khi Mersenne quả quyết rằng đó là thành quả của cậu con trai chứ không phải ông bố, Descartes không tin, "Tôi không thấy lạ khi tác giả trình bày về conic chính xác hơn những người đi trước," ông tiếp, "nhưng khó có thể một cậu bé 16 tuổi đề xuất được những vấn đề khác liên quan đến chủ đề này."

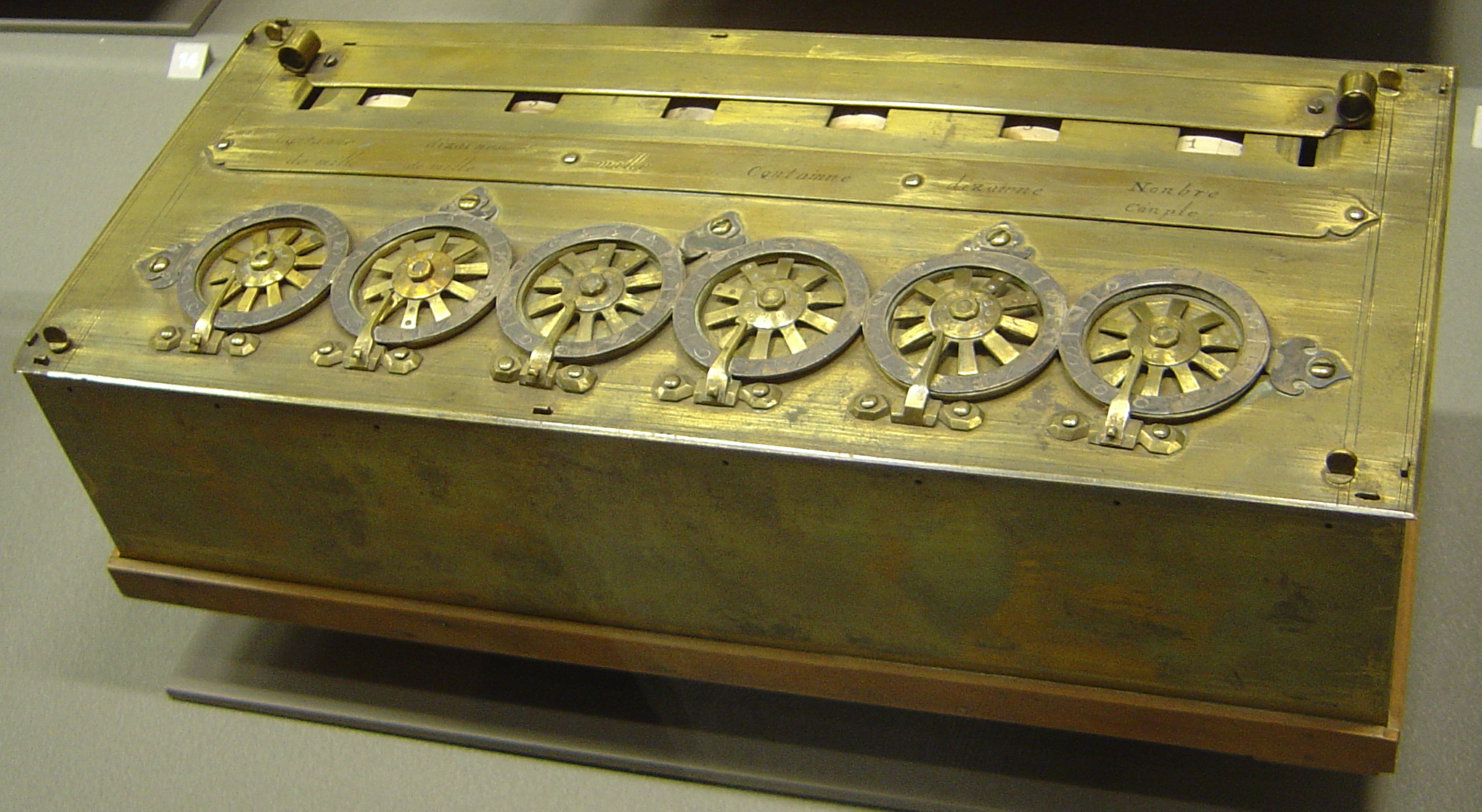
Một máy tính cơ học của Pascal, trưng bày tại Musée des Arts et Métiers, Paris

Thời ấy, ở nước Pháp người ta có thể mua hoặc bán các chức vụ công quyền. Năm 1631, Étienne bán chức chủ tịch thứ hai của Cour des Aides với giá 65 665 livre. Ông đem tiền đi mua trái phiếu chính phủ, nhờ đó mà gia đình Pascal có một khoản lợi tức đáng kể, và có thể dời đến sống ở Paris. Nhưng đến năm 1638, do khát tiền cung ứng cho Chiến tranh 30 năm, Richelieu quyết định ngưng trả tiền trái phiếu. Đột nhiên khoản tiền trị giá gần 66 000 livre của Étienne nay chỉ còn 7 300.
Giống nhiều người khác, Étienne bị buộc phải rời khỏi Paris vì chống đối chính sách tài chính của Hồng y Richelieu, để lại 3 người con cho người hàng xóm Madame Sainctot chăm sóc, Sainctot là một phụ nữ đẹp nhưng có một quá khứ tai tiếng, bà đang cai quản một trong những salon sang trọng và trí thức nhất Paris. Chỉ đến khi Jacqueline trình diễn trong một vở kịch thiếu nhi có sự tham dự của Richelieu, Étienne mới được ân xá. Étienne nhận được sự ưu ái của hồng y, đến năm 1639 ông được bổ nhiệm làm ủy viên thuế tại Rouen do những cuộc nổi loạn, sổ sách thuế ở đây thật rối bời.
Năm 1642, với mong muốn giúp đỡ cha trong công việc tính toán triền miên về những khoản trả thuế và nợ thuế, Pascal, chưa tròn 19 tuổi, chế tạo một máy tính cơ học có thể thực hiện phép cộng và trừ, được gọi là máy tính Pascal hoặc Pascaline. Musée des Arts et Métiers ở Paris và Bảo tàng Zwinger ở Dresden, Đức, trưng bày 2 trong số những máy tính cơ học nguyên thủy này. Mặc dù những máy tính này là tiền thân của kỹ thuật máy tính hiện đại, chúng không đạt được thành công đáng kể nào về thương mại. Do giá quá mắc, chúng trở thành một biểu tượng về địa vị xã hội, chỉ dành cho giới giàu có ở Pháp và khắp Âu châu. Pascal tiếp tục cải tiến thiết kế, trong thập niên kế tiếp ông chế tạo cả thảy 20 máy tính.
Trong suốt cuộc đời mình, Pascal luôn có ảnh hưởng trên nền toán học. Năm 1653, ông viết Traité du triangle arithmétique ("Chuyên luận về Tam giác Số học") miêu tả một biểu mẫu nay gọi là Tam giác Pascal. Tam giác này có thể được trình bày như sau:
|   | 0 | 1 | 2  | 3  | 4  | 5 | 6 |
| - | - | - | -- | -- | -- | - | - |
| 0 | 1 | 1 | 1  | 1  | 1  | 1 | 1 |
| 1 | 1 | 2 | 3  | 4  | 5  | 6 |   |
| 2 | 1 | 3 | 6  | 10 | 15 |   |   |
| 3 | 1 | 4 | 10 | 20 |    |   |   |
| 4 | 1 | 5 | 15 |    |    |   |   |
| 5 | 1 | 6 |    |    |    |   |   |
| 6 | 1 |   |    |    |    |   |   |

Tam giác Pascal. Mỗi con số là tổng của hai con số ngay bên trên.

Hàng đầu tiên là con số 1, hàng kế tiếp là 2 con số 1.
Ở những hàng tiếp theo:
- Con số đầu tiên và con số cuối cùng bao giờ cũng là 1;
- Mỗi con số bên trong sẽ bằng tổng của 2 con số đứng ngay ở hàng trên:

1+1=2, 1+2=3, 2+1=3, 1+3=4, 3+3=6, 3+1=4, v..v...

## Tôn giáo, triết học, và văn chương

### Trải nghiệm tôn giáo

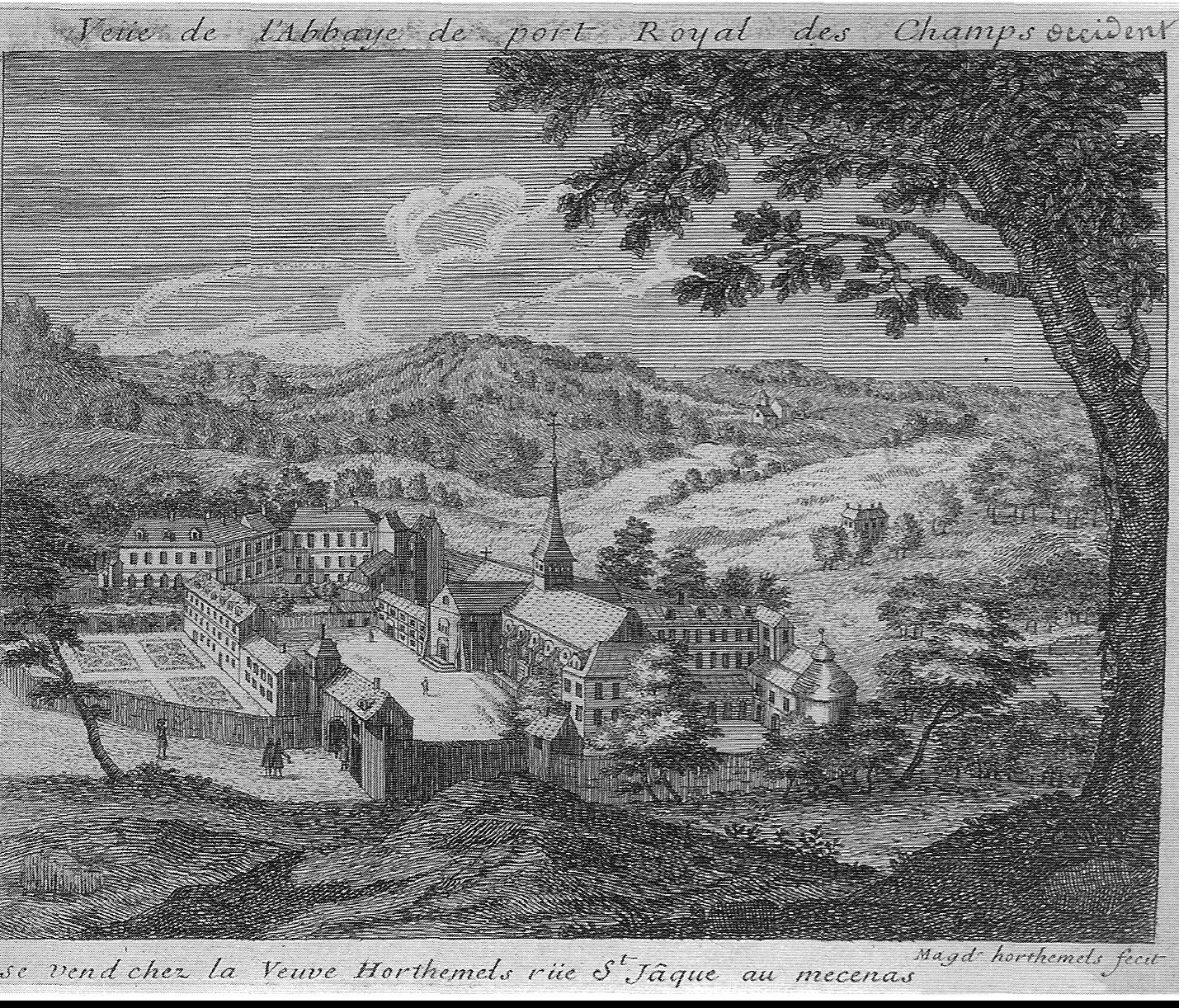
Tu viện Port-Royal, thế kỷ 17

Mùa đông năm 1646, cha của Pascal, ở tuổi 58, bị trượt ngã trên một con phố đóng băng ở Rouen và bị nứt xương hông; căn cứ theo tuổi tác và điều kiện y khoa thế kỷ 17, thì đây là một ca nghiêm trọng, có thể dẫn đến tử vong. Rouen lúc ấy có những thầy thuốc giỏi nhất nước Pháp: Deslandes và de La Bouteillerie. Bệnh nhân "không cho ai chăm sóc ngoại trừ những bác sĩ này... Đây là một lựa chọn tốt, ông lão cũng bình phục và đi đứng trở lại..." Nhưng quy trình chữa trị và tập luyện phục hồi mất đến ba tháng, đủ lâu để La Bouteillerie và Deslandes trở thành những người bạn của gia đình.
Cả hai đều chịu ảnh hưởng của Jean Guillebert thành viên một nhóm độc lập hoạt động bên trong Giáo hội Công giáo gọi là Nhóm Jansen. Đây là một giáo phái nhỏ chủ trương theo sát thần học Augustine. Cũng đáng ngạc nhiên khi vào thời điểm ấy, nhóm Jansen đã có thể tự xoay xở để tồn tại và phát triển bên trong giáo hội. Blaise thường xuyên đàm đạo với hai bác sĩ, và mượn họ sách của các tác gia theo thuyết Jansen. Đây là giai đoạn Pascal trải nghiệm điều ông gọi là "lần qui đạo thứ nhất", và khởi sự viết về những chủ đề thần học.
Tuy nhiên, trong vài năm Pascal tẻ tách khỏi nếp sống tôn giáo và những trải nghiệm tâm linh, quãng thời gian này những người viết tiểu sử Pascal gọi là "giai đoạn trần tục" (1648 – 1654). Cha ông qua đời năm 1651, để lại tài sản cho Pascal và Jacqueline. Jacqueline cho biết cô sẽ trở thành nữ tu trong Tu viện Port-Royal, trung tâm của phong trào Jansen. Bị tác động bởi quyết định của em gái, Pascal rất buồn, không phải vì chọn lựa của cô em, mà vì tình trạng sức khỏe tồi tệ của ông, luôn cần đến sự giúp đỡ của cô.
"Thế là bùng nổ chiến tranh bên trong gia đình Pascal. Blaise nài xin Jacqueline đừng đi, nhưng cô tỏ ra kiên quyết. Ông yêu cầu cô ở lại, nhưng chẳng hiệu quả gì. Căn cốt của vấn đề là... Blaise sợ bị bỏ rơi... nếu Jacqueline đến Port-Royal, nếu bỏ đi Jacqueline cũng phải từ bỏ tài sản thừa kế.... nhưng chẳng có điều gì có thể thay đổi quyết định của cô."
Đến cuối tháng 10 năm 1651, có một cuộc đình chiến giữa hai anh em. Jacqueline ký chuyển nhượng tài sản thừa kế cho ông anh, ngược lại cô sẽ nhận một khoản chu cấp y tế hằng năm. Trước đó chị cả Gilberte đã nhận phần của mình như là của hồi môn. Đầu tháng 1, Jacqueline đến Port-Royal. Vào ngày ấy, theo ghi nhận của Gilberte, "Blaise cực kỳ buồn bã, giam mình trong phòng mà không chịu gặp Jacqueline, lúc ấy đang đợi ở phòng khách..." Đến đầu tháng 6 năm 1653, sau nhiều phiền toái do Gilberte gây ra, Pascal chính thức ký chuyển giao toàn bộ tài sản thừa kế của cô em gái cho tu viện Port-Royal.
Trong một thời gian, Pascal theo đuổi nếp sống độc thân. Trong lần thăm em gái năm 1654 tại Port-Royal, ông tỏ ra coi thường chuyện trần gian nhưng lại không muốn đến gần với Chúa.

### Thần học Jansen

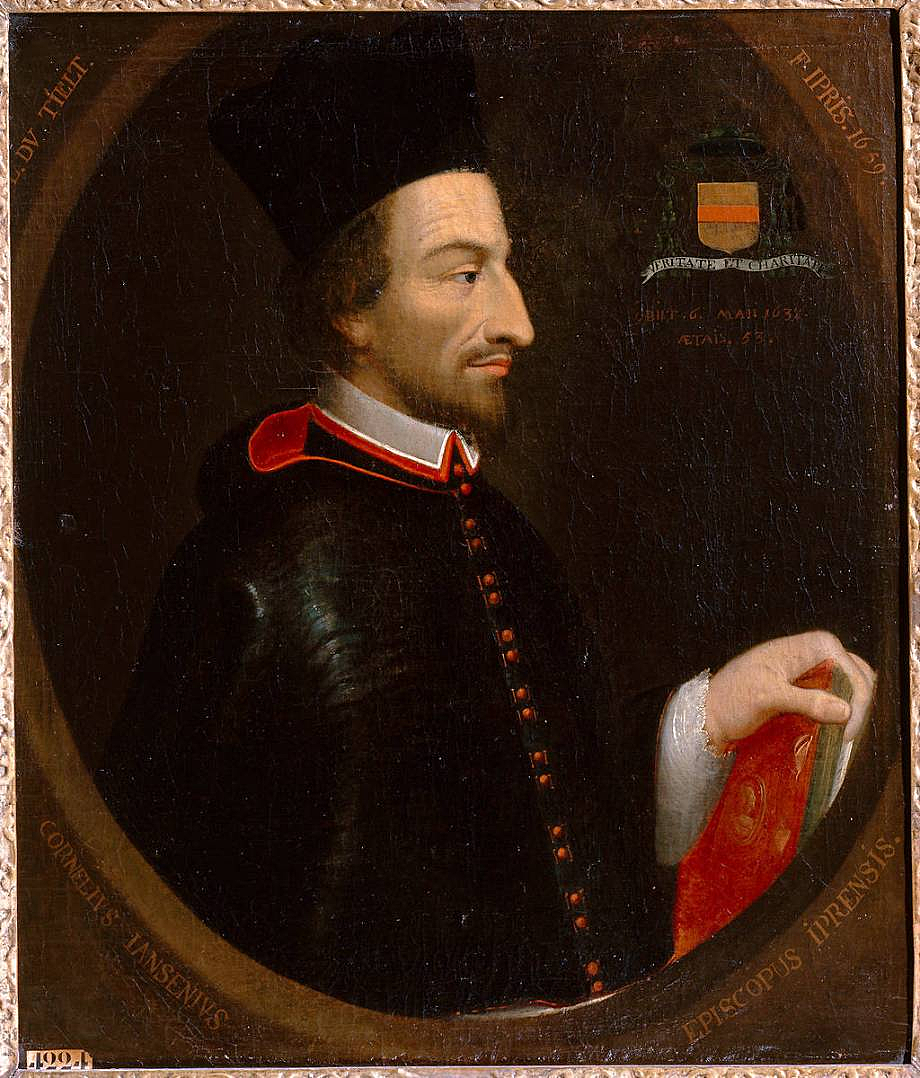
Cornelius Jansen

Phong trào Jansen khởi phát từ một tác phẩm của nhà thần học người Hà Lan, Cornelius Jansen, xuất bản sau khi ông qua đời năm 1638 dưới tên Augustinus, nhấn mạnh đến nguyên tội (tội tổ tông), bản chất băng hoại của con người, sự cần thiết của ân điển thiên thượng, và thuyết tiền định. Lúc đầu tư tưởng Jansen được một người bạn là tu viện trưởng tu viện Saint-Cryan, Jean du Vergier, rao giảng. Đến thế kỷ 17 và 18, thần học Jansen trở thành một phong trào độc lập bên trong Giáo hội Công giáo. Trung tâm thần học của phong trào đặt tại tu viện Port-Royal ở Paris, cũng là nơi trú ẩn của những tác gia như Vergier, Arnauld, Pierre Nicole, Blaise Pascal, và Jean Racine.
Phong trào gặp phải sự chống đối từ hệ thống phẩm trật của giáo hội, nhất là các tu sĩ Dòng Tên. Mặc dù tự nhận là những người nhiệt thành theo giáo huấn của Augustine, họ bị gán cho cái tên "thuyết Jansen" ngụ ý họ chịu ảnh hưởng của Thần học Calvin. Chỉ dụ Cum occasione do Giáo hoàng Innocent X ban hành năm 1653 kết án năm giáo thuyết quan trọng của thần học Jansen – đặc biệt là sự liên quan giữa ý chí tự do và ân điển, theo lời dạy của Augustine được nhóm Jansen rao giảng, bị cho là đối nghịch với lời giảng của trường phái Dòng Tên.
Do nỗ lực thích ứng với chỉ dụ của Giáo hoàng trong khi vẫn cố duy trì sự khác biệt của mình, nhóm Jansen được bình an phần nào trong giai đoạn cuối thế kỷ 17 dưới triều Giáo hoàng Clement IX. Tuy nhiên, những cuộc tranh luận tiếp diễn dẫn đến việc Giáo hoàng Clement XI ra chỉ dụ Unigenitus năm 1713 chấm dứt thái độ hòa hoãn của Công giáo đối với thần học Jansen.

### Lettres provinciales
Đêm 23 tháng 11 năm 1654 khoảng giữa 10:30 đến 12:30, Pascal trải qua một nhận thức tôn giáo dữ dội đến nỗi ông vội ghi lại trải nghiệm này, "Lửa. Thiên Chúa của Abraham, Thiên Chúa của Isaac, Thiên Chúa của Jacob, không phải của những triết gia và các học giả..." rồi kết thúc bằng cách trích dẫn Thi Thiên 119: 16. "Tôi sẽ không quên lời Chúa. Amen." Ông cẩn thận khâu ghi chép này vào áo khoác, mỗi khi thay áo ông lại khâu nó vào chiếc áo mới; chỉ sau khi Pascal mất, một người hầu mới phát hiện điều này. Văn kiện được biết đến ngày này như là Memorial. Niềm tin và lòng mộ đạo được phục hưng, Pascal đến thăm tu viện Port-Royal, và ở lại đó hai tuần trong tháng 1 năm 1655. Suốt bốn năm kế tiếp, ông thường xuyên đến Port-Royal. Chính là từ thời điểm ngay sau khi qui đạo, Pascal khởi sự viết tác phẩm văn chương quan trọng đầu tiên của ông xoay quanh chủ đề tôn giáo, Lettres provinciales.
Từ năm 1656, Pascal bắt đầu công kích một phương pháp gọi là casuistry (ngụy lý) thường được những nhà tư tưởng Công giáo sử dụng trong thời kỳ này (đặc biệt là các tu sĩ dòng Tên, nổi bật nhất là Antonio Escobar). Pascal xem ngụy lý là cách sử dụng những lập luận phức tạp nhằm biện minh cho sự băng hoại đạo đức và mọi thứ tội lỗi. Một chuỗi 18 lá thư được xuất bản từ năm 1656 đến 1657 dưới bút danh Louis de Montalte đã khiến Louis XIV giận dữ. Năm 1660, nhà vua ra lệnh xé bỏ và đốt cuốn sách này. Đến năm 1661, ngay giữa lúc bùng nổ cuộc tranh cãi giữa nhóm Jansen và các tu sĩ dòng Tên, trường học của nhóm Jansen ở Port-Royal bị đóng cửa; nhà trường buộc phải cam kết theo chỉ dụ Giáo hoàng năm 1656 kết án giáo huấn của Jansen là tà giáo. Bức thư cuối cùng của Pascal viết năm 1657 đả kích Giáo hoàng Alexander II. Mặc dù công khai chống đối những bức thư này, Giáo hoàng cũng bị thuyết phục trước những luận cứ của Pascal.
Bên cạnh những ảnh hưởng tôn giáo, Lettres provinciales được yêu thích như là một tác phẩm văn chương. Thủ pháp trào phúng, chế giễu, và châm biếm được Pascal sử dụng cho những lập luận của ông đã thu hút sự chú ý của công chúng, cũng như đã có ảnh hưởng đến những tác phẩm văn xuôi của các tác giả người Pháp hậu sinh như Voltaire và Jean-Jacques Rousseau.

### Pensées
Tác phẩm thần học có nhiều ảnh hưởng nhất của Pascal, sau khi ông mất được gọi là Pensées (Suy tưởng), chưa kịp hoàn tất trước khi tác giả qua đời. Đây là một tác phẩm biện giáo mạch lạc và chặt chẽ cho đức tin Cơ Đốc, với tựa đề ban đầu là Apologie de la religion Chrétienne (Biện giải cho Cơ Đốc giáo).
Phiên bản đầu tiên gồm những tờ giấy rời tìm thấy sau khi Pascal mất được in thành sách năm 1669 có tựa Pensées de M. Pascal sur la religion, et sur quelques autres sujets (Những suy tưởng của M. Pascal về tôn giáo, và về một số chủ đề khác) chẳng bao lâu trở thành một tác phẩm kinh điển. Một trong những chiến lược chính của cuốn Apologie là sử dụng hai triết lý sống đối nghịch nhau, hoài nghi và khắc kỷ, thể hiện qua tính cách của Montaigne và Epictetus nhằm đẩy người không có niềm tin vào tình trạng tuyệt vọng và hoang mang để rồi cuối cùng chấp nhận đến với Chúa.
Nhiều người xem cuốn Pensées của Pascal là một kiệt tác, một dấu mốc cho văn xuôi Pháp. Nhà phê bình văn học Sainte-Beuve ca ngợi một trong những phân đoạn của cuốn sách (Suy tưởng #71) là những trang viết tinh túy nhất trong tiếng Pháp. Will Durant tán dương Pensées như là "quyển sách có sức thuyết phục mạnh mẽ nhất trong văn xuôi Pháp." Trong Pensées, Pascal xem xét một số nghịch lý triết học: vô hạn và hư vô, đức tin và lý trí, linh hồn và vật chất, sự chết và sự sống, ý nghĩa và sự hư không của cuộc sống.

### Triết lý đặt cược của Pascal
Mặc định rằng con người đặt cược cuộc đời mình để xem Thiên Chúa hiện hữu hay không hiện hữu. Sẽ được hoặc mất (cả hai đều có giá trị vô hạn) phụ thuộc vào việc có niềm tin hay không, triết lý đặt cược của Pascal lập luận rằng một người có lý trí sẽ sống như thể Chúa thực sự hiện hữu, vì vậy mà tin Ngài. Còn nếu Chúa không hiện hữu, người ấy sẽ chẳng mất mát gì nhiều (một số lạc thú chóng qua, cuộc sống xa hoa ở trần gian, v..v..).
Triết lý này theo logic sau (trích từ Pensées, phần III, §233):
- "Thiên Chúa hiện hữu hay không hiện hữu"
- Trò chơi ném đồng tiền để xem... mặt sấp hay mặt ngửa.
- Bạn chỉ có thể chọn một trong hai.
- Vì vậy, bạn phải đặt cược (không có chọn lựa nào khác).
- Hãy cân nhắc xem khi đặt cược Chúa hiện hữu bạn sẽ được gì, mất gì. Sẽ có hai tình huống: Nếu thắng, bạn được tất cả; nếu thua, bạn chẳng mất gì.
- Vậy thì, đừng ngại ngần gì mà hãy đặt cược Chúa hiện hữu. Bạn sẽ có một thế giới vĩnh cửu với cuộc sống hạnh phúc vô hạn ở đó.

## Qua đời

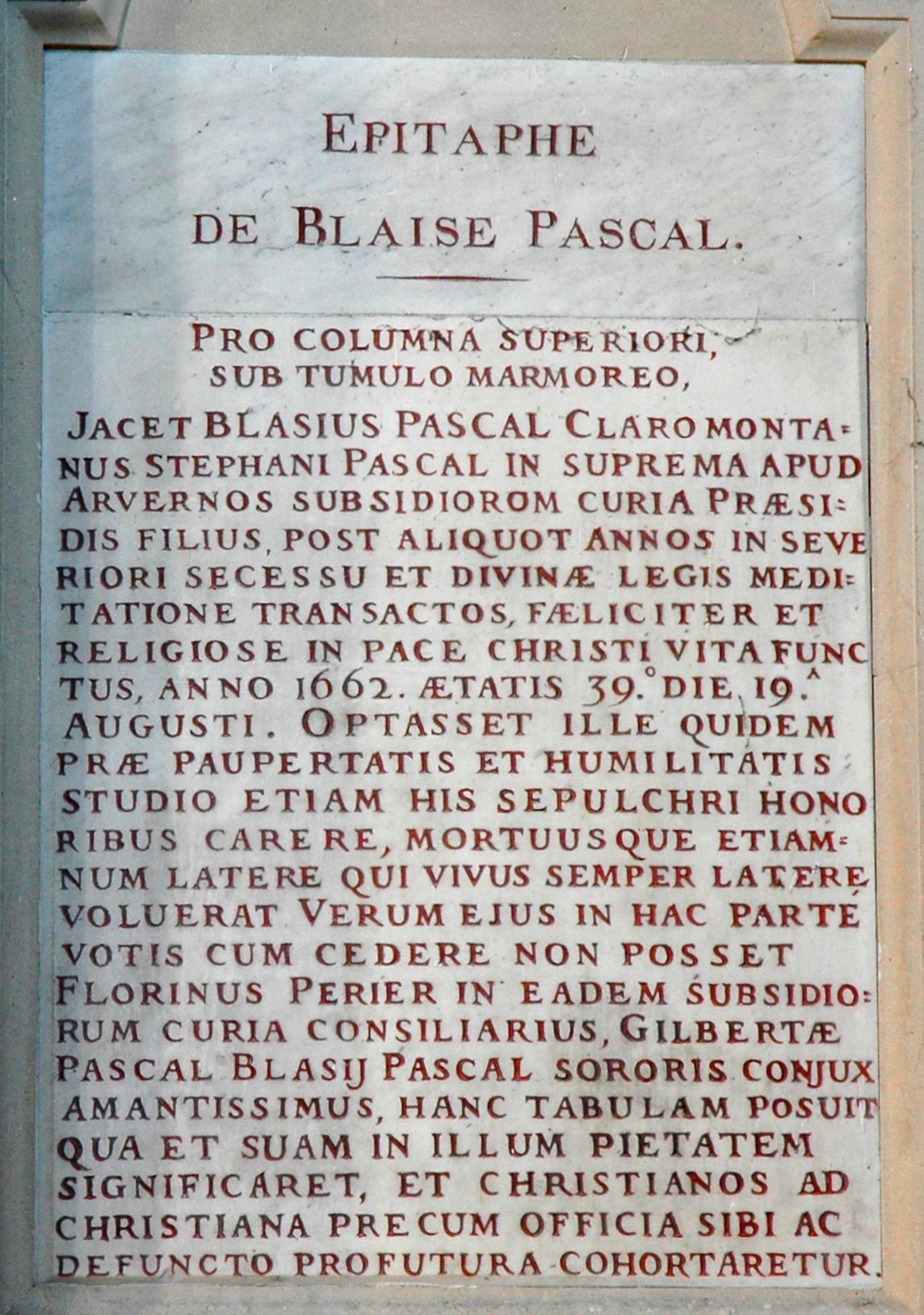
Bia mộ Pascal tại Nghĩa trang Saint-Étienne-du-Mont

T. S. Eliot miêu tả Pascal như là "một kẻ trần tục giữa những người khổ hạnh, và một kẻ khổ hạnh giữa những người trần tục." Nếp sống khổ hạnh của Pascal xuất phát từ niềm tin rằng sự đau khổ là điều tự nhiên và cần thiết cho thân phận con người. Năm 1659, Pascal lâm bệnh. Suốt những năm cuối đời, ông thường cố tránh bác sĩ, "Bệnh tật là điều tự nhiên đối với tín hữu Cơ Đốc."
Trong năm 1661, Louis XIV ra tay đàn áp phong trào Jansen ở Port-Royal. Pascal viết một trong những cuốn sách sau cùng của ông, Écrit sur la signature du formulaire, khích lệ những người Jansen đừng bỏ cuộc. Cuối năm 1661, em gái ông Jacqueline qua đời khiến Pascal ngưng những bài bút chiến tranh luận về thuyết Jansen. Lúc này Pascal quay lại với thiên tài khoa học của mình, phát minh điều có lẽ là lộ trình xe buýt đầu tiên, chuyển vận hành khách trong nội thành Paris trên một chiếc xe có nhiều chỗ ngồi.
Năm 1662, bệnh trở nặng, tình trạng tâm lý của Pascal càng tồi tệ hơn sau cái chết của em gái. Ông từ trần ngày 19 tháng 8 năm 1662 tại Paris. Ông được an táng tại nghĩa trang Saint-Étienne-du-Mont.
Khám nghiệm tử thi Pascal cho thấy có vấn đề nghiêm trọng với dạ dày và các cơ quan khác ở vùng bụng, và não bị tổn thương. Chưa bao giờ xác định được nguyên nhân gây ra thể trạng yếu đuối của Pascal, dù có những suy đoán như bệnh lao, ung thư dạ dày, hoặc có thể là kết hợp giữa hai bệnh.

## Di sản
Để tôn vinh những đóng góp khoa học của ông, tên của Pascal được đặt cho một ngôn ngữ lập trình, cũng như Định luật Pascal là một nguyên tắc quan trọng trong thủy tĩnh học. Ngoài ra, còn có Tam giác Pascal, và Triết lý đặt cược của Pascal.

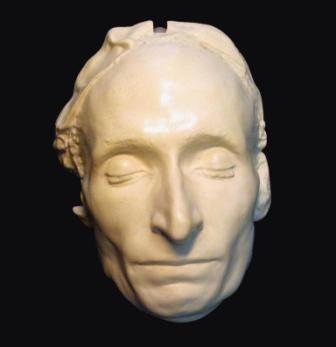
Mặt nạ người quá cố
Blaise Pascal.

Phát triển lý thuyết toán xác suất là đóng góp có nhiều ảnh hưởng nhất của Pascal cho toán học. Khởi thủy chỉ để ứng dụng cho đánh bạc, ngày nay nó trở nên cực kỳ quan trọng cho toán học, nhất là khoa học thống kê. John Ross viết, "Lý thuyết thống kê và những phát hiện sau đó đã thay đổi cách chúng ta xem xét sự bất ổn định, rủi ro, tiến trình ra quyết định, cũng như khả năng của cá nhân và xã hội nhằm tạo ảnh hưởng đến những diễn biến trong tương lai." Cũng cần biết rằng Pascal và Fermat, dù có những đóng góp ban đầu quan trọng cho lý thuyết xác suất, đã dừng lại tại đây. Christian Huygens, học biết về lý thuyết qua việc trao đổi thư tín với Pascal và Fermat, đã viết cuốn sách đầu tiên về chủ đề này. Những nhân vật khác như Abraham de Moivre và Pierre-Simon Laplace đã tiếp tục phát triển nó.
Trong lĩnh vực văn học, Pascal được xem là một trong những tác gia quan trọng nhất của thời kỳ cổ điển Pháp, cho đến ngày nay người ta vẫn tìm đọc các tác phẩm của ông, và xem ông như là một trong những bậc thầy về văn xuôi Pháp. Văn phong trào phúng và dí dỏm của ông đã có ảnh hưởng đến những cây bút chính luận.
Tại Pháp, giải thưởng danh giá, Blaise Pascal Chairs, được trao cho những nhà khoa học quốc tế kiệt xuất để tổ chức nghiên cứu trong vùng Ile de France. Một trong những viện đại học của Clermont-Ferrand ở Pháp – Université Blaise Pascal – được đặt theo tên của ông. Đại học Waterloo, Ontario, Canada, tổ chức cuộc tranh tài toán học hằng năm mang tên Pascal.
Phim tiểu sử Blaise Pascal do Roberto Rosellini làm đạo diễn được phát sóng trên truyền hình Ý trong năm 1971. Pascal cũng được chọn làm chủ đề cho phiên bản đầu tiên cuốn phim tài liệu của BBC, Sea of Faith.
Tại Việt Nam, ông được đặt tên cho 1 trường tiểu học và trung học cơ sở tại Hà Nội.

## Câu nói nổi tiếng

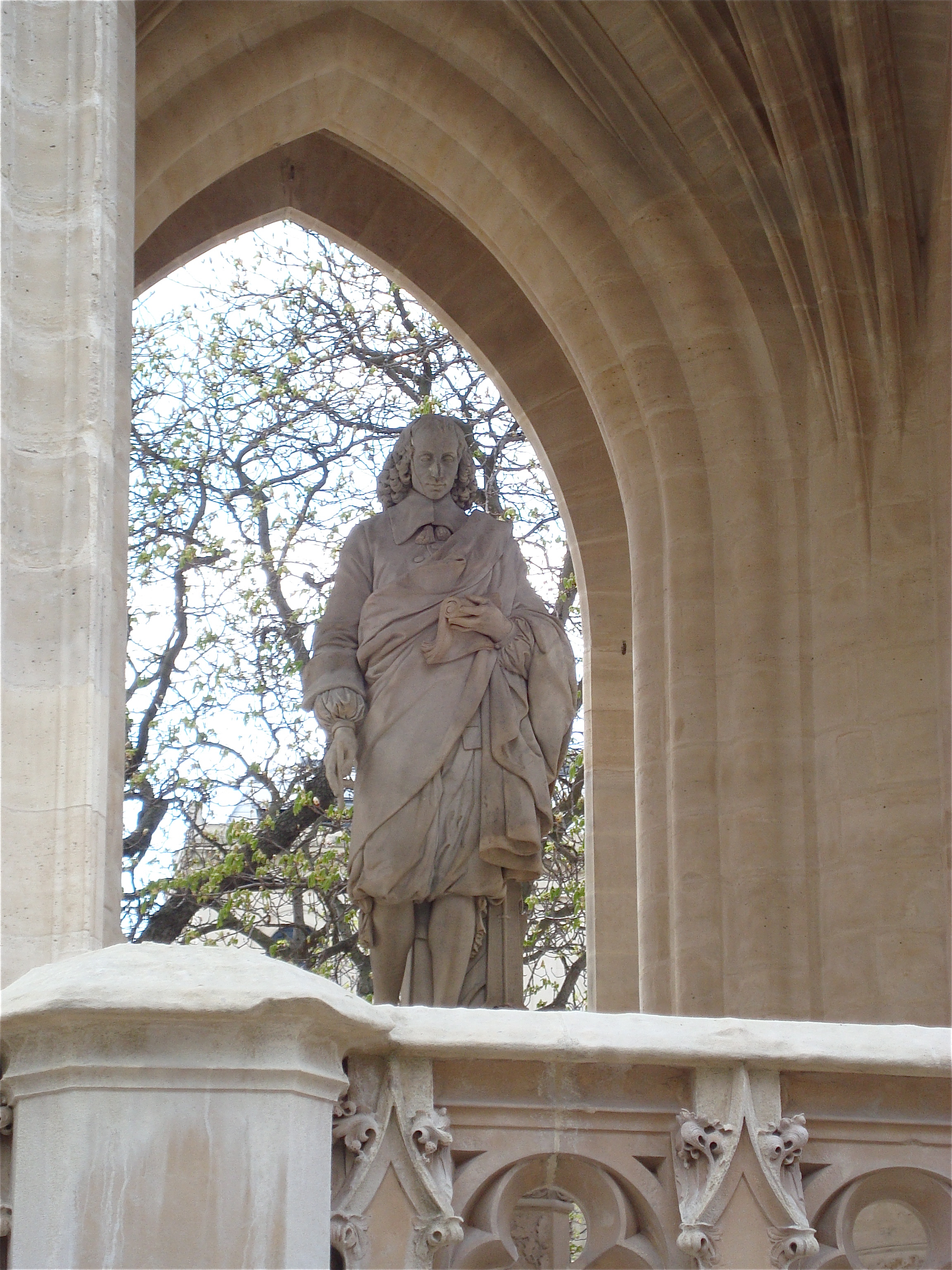
Tượng Pascal đặt tại Tháp Saint-Jacques, Paris.

- Nếu mũi của Cleopatra ngắn hơn một chút thì khuôn mặt của cả trái đất này hẳn đã thay đổi.[29]
- Ái tình và hạnh phúc là hình với bóng, nếu biết bảo vệ thì hạnh phúc sẽ thành sự thật, ngược lại nếu không biết bảo vệ thì hạnh phúc chỉ là một hình ảnh ảo tưởng không bao giờ có.
- Con người chỉ là cây sậy, thực thể yếu đuối nhất trong thiên nhiên, nhưng là cây sậy biết suy nghĩ.[30]
- Tư tưởng tạo nên sự vĩ đại của con người.[31]
- Tình trạng của con người: hay thay đổi, buồn chán, lo âu.[32]
- Con người không phải là thiên thần hay ác quỷ, nhưng điều bất hạnh là họ đóng vai thiên thần mà hành động như ác quỷ.[33]
- Công lý không có sức mạnh thì bất lực; sức mạnh không có công lý là bạo tàn.[34]
- Tại sao chúng ta theo phe đa số? Bởi vì họ sáng suốt hơn? Không phải, bởi vì họ có nhiều quyền lực hơn.[35]
- Ít có tình bạn nào còn kéo dài nếu người ta biết bạn hữu nói gì sau lưng mình.[36]
- Bạn có muốn người ta nghĩ tốt về mình? Vậy thì, đừng nói tốt về mình.[37]
- Đam mê không thể nào làm hại chúng ta, hãy hành động như thể chúng ta chỉ có tám giờ đồng hồ để sống.[38]
- Sự sống là điều duy nhất ngăn cách chúng ta với thiên đàng hoặc địa ngục, mà đó là điều mong manh nhất trên thế gian này.[39]
- Trái tim có lý lẽ của nó mà Lý trí không biết được. Từ đó chúng ta cảm nhận vô số điều. Chính là từ trái tim, không phải bởi Lý trí, chúng ta cảm nhận được Thiên Chúa. Và đó là đức tin trọn vẹn: Thiên Chúa được cảm nhận từ trái tim.[40]
- Trong đức tin có đủ ánh sáng cho những ai muốn tin, và có đủ bóng tối để làm mờ mắt những ai không muốn tin.[41]
- Có hai hạng người đáng được xem là sáng suốt: những người tận tâm phụng sự Chúa bởi vì họ biết Ngài, và những người hết lòng tìm kiếm Chúa bởi vì họ chưa biết Ngài.[42]
- Thiên Chúa của người tín hữu Cơ Đốc là Thiên Chúa của tình yêu và sự an ủi, là Thiên Chúa làm đầy trọn linh hồn và tấm lòng của những ai thuộc về Ngài, khiến họ thấu hiểu những tranh chấp nội tâm của chính mình, và hiểu lòng thương xót vô hạn của Ngài, là đấng hiện hữu tại nơi sâu thẳm nhất của linh hồn họ, khiến nó viên mãn với đức khiêm nhu và niềm vui thỏa, với lòng tin cậy và tình yêu thương, đến nỗi họ không còn mục đích nào khác hơn là sống cho Ngài.[43]
- Hiểu biết về Thiên Chúa mà không biết gì về tình trạng khốn cùng của con người sẽ sinh ra kiêu ngạo. Hiểu biết về tình trạng khốn cùng của con người mà không biết gì về Thiên Chúa dẫn đến tuyệt vọng. Hiểu biết về Chúa Giê-xu mở ra con đường trung dung, bởi vì trong Ngài chúng ta tìm thấy Thiên Chúa và nhận ra tình trạng khốn cùng của mình.[44]
- Mọi thứ luôn tuyệt khi đó là lúc bắt đầu.
- Chúng ta nên biết giới hạn của mình. Chúng ta có thể là một thứ gì đó. Nhưng không ai trong chúng ta là tất cả.